# U.S. News & World Report
U.S. News & World Report est un magazine d'actualité américain publié à Washington. Comme le Time et Newsweek, il a longtemps été leader pour les nouvelles hebdomadaires, se concentrant plus que ses homologues sur l'actualité politique, économique, la santé et l'éducation. Depuis quelques années, il est devenu particulièrement connu pour son système de classement et ses rapports annuels concernant les universités, écoles et hôpitaux américains.
Depuis juin 2008, le magazine a réduit son rythme de diffusion par trois fois, passant d'abord d'hebdomadaire à bimensuel, puis à mensuel en novembre 2008. En novembre 2010, il est rapporté que le U.S News & World Report passerait à un format informatique, prenant effet après la publication du numéro de décembre; les numéros spéciaux sur les universités, hôpitaux et la finance seront, quant à eux, toujours imprimés[réf. souhaitée].
Considéré comme conservateur, il est le troisième magazine le plus vendu aux États-Unis après Time et Newsweek. Il est issu de la fusion en 1948 d'United States News, fondé par en 1933, avec World Report.
Depuis 1983, le magazine publie chaque année un classement des universités américaines connu, mais parfois controversé.